# 조일환 (1916년)
조일환 (曺逸煥, 1916년 3월 13일 - 1980년 1월 29일)은 대한민국의 정치인이다. 제4, 5, 7, 8대 국회의원을 역임하였다. 본관은 창녕(昌寧), 자는 영호(永晧), 호는 일송(一松)이다.

## 학력
- 메이지 대학 법학부 졸업

## 경력
- 대구대학 강사
- 민주당 정책위원
- 민주당 대구무구당위원장
- 신민당 경북제4지구당위원장
- 신민당 전당대회부의장
- 신민당 정무위원
- 신민당 지도위원
- 국회경제위원회간사
- 제 4, 5, 7, 8대 대한민국 국회의원

## 가계
호조참판 퇴우당 조계형(退憂堂 曺繼衡)의 17세손, 대구부사 도촌 조응인(陶村 曺應仁)의 14세손, 정주목사 오계 조정립(梧溪 曺挺立)의 13세손, 양산군수 설주 조시량(雪州 曺時亮)의 12세손이며 이인좌의 난때 합천에서 대거 가한 조성좌(曺聖佐)의 9세손이다. 조성좌는 반역죄로 1728년 4월 1일 합천에서 처형을 당했으며 조성좌의 아들 형제 조명상(曺明相)과 조명협(曺明莢)은 멸문지화(滅門之禍)를 피하기 위해 고향인 합천군에서 달아나 달성군 가창면 정대리로 은거하였다. 이인좌의 난이 어느정도 평정된 후 고향을 잊지 못해 낙동강을 건너 지나다가 지금의 고령군 다산면 송곡리에 입향하였다.
겨우 살아남아 대를 이어 나갈 수 있었고 할아버지는 조택승(曺澤承)이고, 아버지는 조석현(曺碩鉉)이다. 초대 고령군수 이홍직(李洪直)의 딸 여주 이씨와 결혼했다.

## 생애
조일환은 1916년 3월 13일 경상북도 고령군 다산면 송곡리에서 태어나 경상북도 대구부에서 자랐다. 이후 일본으로 유학하여 메이지대학 법학부를 졸업하였으며, 귀국 후 영남대학교의 전신인 대구대학에서 강사로 활동했다.
1969년 9월 1일 서울 마포구 신촌로터리에서 서교동쪽으로 차를 타고 가다가 중앙선을 침범한 택시와 충돌해 이마를 다쳐 전치 2주의 부상을 당했다.
1971년 5월 27일자 경향신문에 따르면 법이 없어도 살수있을정도의 무골호인이고 둥글둥글하게 처신해서 적이 없었다고 한다.
1980년 1월 28일 오후 8시 40분쯤 자택에서 숙환으로 별세했다. 향년 64세.

## 정치활동
1958년 제4대 국회의원 선거에서 야당인 민주당의 공천을 받아 출마하면서 정계에 투신하였다. 대구시 무 선거구에 민주당 후보로 출마하여 당선되었다.
1958년 12월 24일 국회에서 자유당 정권이 무술 경위를 동원하여 야당의원들을 폭력으로 몰아내고 국가보안법을 비롯한 여러 법안들을 통과시킨 일련의 정치파동인 이른바 2·4 보안법 파동(二四保安法波動)에서 손과 발에는 출혈이 있었고 우측 아홉번째 늑골이 골절되는등 야당의원 중 가장 크게 다쳤다.
1960년 제5대 국회의원 선거에서도 대구시 무 선거구에 민주당 후보로 출마하여 당선되었다.
1963년 제6대 국회의원 선거에서 민주당 후보로 대구시 서구-북구 선거구에 출마하였으나 민주공화당 김종환 후보에 밀려 낙선하였다.
1967년 제7대 국회의원 선거에서 대구시 서구-북구 선거구에 신민당 후보로 출마하여 대구 지역 4개 선거구 중 유일한 야당 의원으로 당선되었다.
1971년 제8대 국회의원 선거에서 대구시 서구 선거구에 신민당 후보로 출마하여 당선되었다.
그러나 1973년 제9대 국회의원 선거, 1978년 제10대 국회의원 선거에서는 신민당의 공천을 받았음에도 대구시 중구-서구-북구선거구에서 친야 무소속의 한병채 후보와 민주공화당 박찬 후보에게 밀려 낙선하였다. 이 시절에는 신도환계인 신우회에 속하였다.
그리고 1979년 6월 김영삼 총재가 한병채를 대구시 중구-서구-북구 지구당위원장직에 임명하자 같은 해 8월 유기준, 윤완중 등과 함께 신민당 김영삼 총재에 대한 직무정지 가처분 신청을 법원에 냈다. 그러다가 10·26 사건 이후 신청을 취하하였다.

## 역대 선거 결과
|  | 46.44% |

|  | 62.00% |

|  | 24.04% |

|  | 45.02% |

|  | 50.73% |

|  | 23.61% |

|  | 20.57% |